# Derek Kevan
Derek Tennyson Kevan est un footballeur international anglais, né le 6 mars 1935, à Ripon (Angleterre), et mort le 4 janvier 2013.

## Biographie
Jouant au poste d'attaquant, il fut international anglais de 1957 à 1961, à 14 reprises pour 8 buts. Sa première sélection fut jouée le 6 avril 1957, contre l'Écosse, où il inscrit son premier but en sélection. Il participa à la Coupe du monde de football 1958, en  Suède. Il joua tous les matchs, où l'Angleterre fut éliminée au 1er tour. Il marqua deux buts, un contre l'Autriche, et un contre l'URSS. Son dernier match officiel avec l'Angleterre fut le match contre le Mexique, le 10 mai 1961. Il fit partie des 22 pré-sélectionnés pour la Coupe du monde 1962, mais ne fut pas retenu dans les 20, pour le Chili.
Kevan resta 10 années à West Bromwich Albion, puis connut 8 clubs anglais de différents niveaux en 6 ans, sans réellement parvenir à s'y imposer. Le seul titre réellement remporté par ce joueur fut la Northern Premier League en 1969 avec le Macclesfield Town Football Club.

## Clubs
- 1952-1953 : Bradford Park Avenue AFC
- 1953-1963 : West Bromwich Albion
- 1963 : Chelsea FC
- 1963-1965 : Manchester City
- 1965-1966 : Crystal Palace Football Club
- 1966 : Peterborough United Football Club
- 1966-1967 : Luton Town Football Club
- 1967-1968 : Stockport County Football Club
- 1968-1969 : Macclesfield Town Football Club
- 1969 : Stoubridge FC

## Palmarès
West Bromwich Albion FC
- Vice-Champion du Championnat d'Angleterre de football (1):
  - 1954.
- Meilleur buteur du Championnat d'Angleterre de football (1) :
  - 1962: 33 buts.
- Vainqueur de la FA Cup (1) :
  - 1954.

- Northern Premier League
  - Vainqueur en 1969